# Сигарев, Сергей Фёдорович
Сергей Федорович Сигарев (род. 16 июля 1959) — российский политический деятель, депутат Государственной Думы ФС РФ второго созыва (1995—1999).

## Биография
В начале 1980-х годов работал барменом в туристическом комплексе «Измайлово». Вместе с буфетчиком Трехаловым бармен Сигарев покупал на казенные деньги спиртные напитки в винном магазине, а затем продавал их с ресторанной наценкой, присваивая разницу себе.
В 1982 году Первомайский народный суд г. Москвы приговорил Сигарева к пяти годам лишения свободы с конфискацией имущества статьям 154 (нетрудовые доходы) и 170 (Злоупотребление властью или служебным положением) УК РСФСР. Отбывал наказание в исправительной колонии в Рязанской области.
В 1987 году объявлен во всесоюзный розыск по обвинению в мошенничестве и браконьерстве.
В 1994 году избирается главой международного гуманитарного фонда правоохранительных органов «Россиянин».
Окончил Московский экстерный гуманитарный университет.

### Депутат государственной думы
В 1995 году избран депутатом Государственной думы 2 созыва от ЛДПР (номер 1 по Ханты-Мансийскому региону).
Вошёл в комитет ГД по безопасности.
В 1999 году баллотировался в Государственную думу 3 созыва от «Движения в поддержку армии» Илюхина-Макашова, номер 13 федерального списка. Избран не был.